# Grauwe fitis
De grauwe fitis (Phylloscopus trochiloides) is een zangvogel uit de familie Phylloscopidae.

## Kenmerken
Het is een zomergast in het Baltische gebied en oostwaarts, die wat het verenkleed betreft sterk op de noordse boszanger lijkt, maar qua vorm meer op de tjiftjaf. De bovendelen zijn olijfgroen.

## Leefwijze
Deze vogel leeft in open naaldwouden met voldoende groei van berken en espen. Zijn voedsel bestaat uit insecten. 

## Voortplanting
Zijn legsel bestaat uit 4-5 witte eieren in een koepelvormig nest, in 12-13 dagen uitgebroed door het vrouwtje. De hulpeloze jongen vliegen na 12-14 dagen.

## Verspreiding en leefgebied
De soort telt 4 ondersoorten:
- P. t. viridanus: van oostelijk Europa tot centraal Siberië en noordwestelijk China.
- P. t. ludlowi: van noordelijk Pakistan tot de noordwestelijke Himalaya.
- P. t. trochiloides: van de centrale en oostelijke Himalaya tot het zuidelijke deel van Centraal-China.
- P. t. obscuratus: centraal China.

### Voorkomen in Nederland
De grauwe fitis is in Nederland een zeldzame maar vrij regelmatige bezoeker tijdens de voor- en najaarstrek. Tot 2004 waren er 76 bevestigde waarnemingen, daarna is het niet meer bijgehouden. Ook is er in 2003 met zekerheid een broedgeval geweest op Schiermonnikoog.